# 加来海峡省公路网

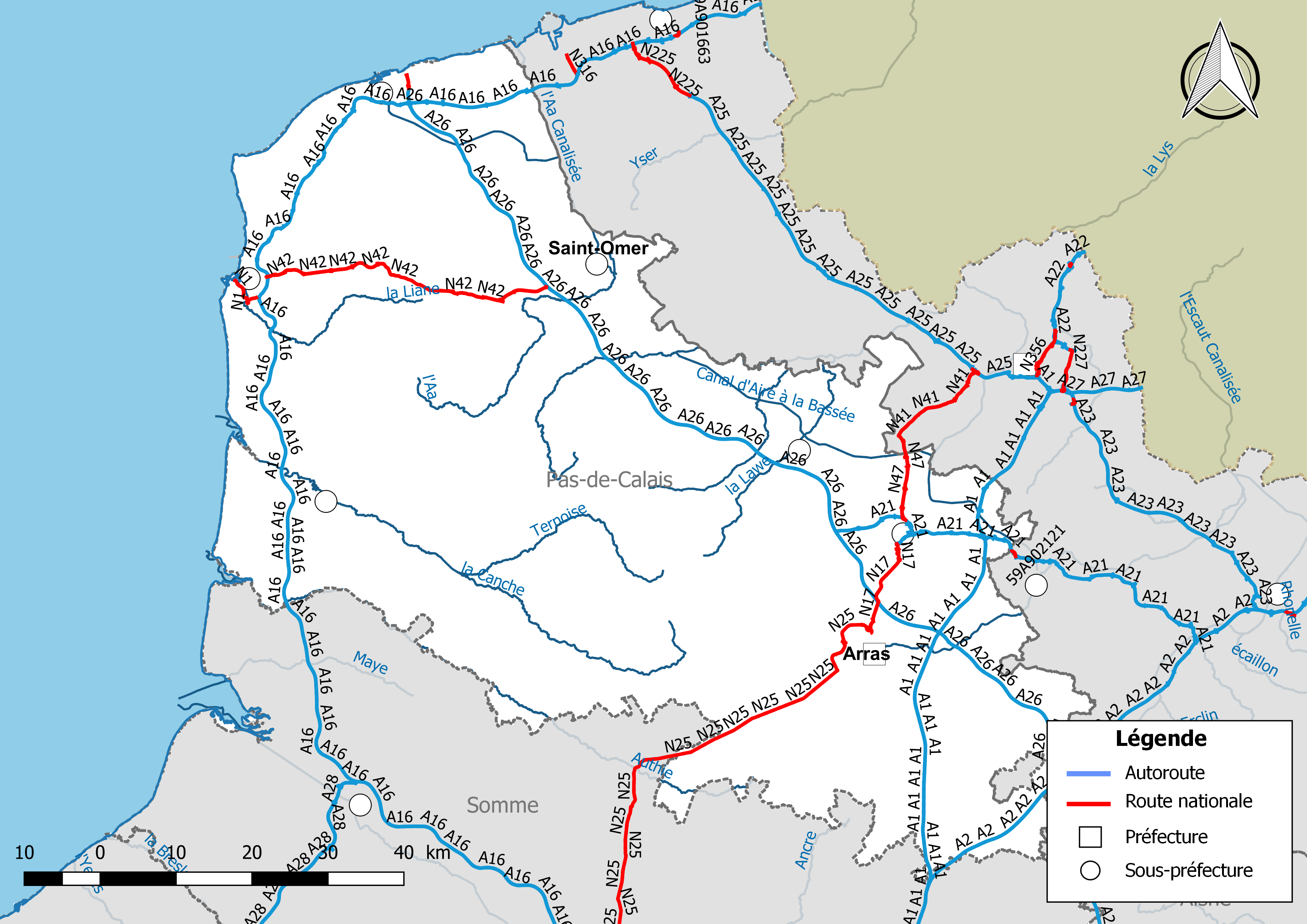
加来海峡省公路网

加来海峡省公路网是法国加来海峡省境内公路设施的统称。截止2020年5月，加来海峡省境内共有高速公路336公里，国道105公里，省道6248公里以及其它公路9121公里。

## 历史
加来海峡省的第一条公路出现于18世纪末，最初仅供马车行驶，工业革命后开始出现机动车辆。1930年，加来海峡省境内的公路系统进行了统一编号。1972年和2006年，法国的国道系统两次大规模拆分，其中加来海峡省境内的法国国道N28线、N39线等均改为省道，并重新编号。
|                        | 2002  | 2003  | 2004  | 2005  | 2006  | 2007  | 2008  | 2009  | 2010  | 2011  | 2012  | 2013  | 2014  | 2015  | 2016  | 2017  |
| ---------------------- | ----- | ----- | ----- | ----- | ----- | ----- | ----- | ----- | ----- | ----- | ----- | ----- | ----- | ----- | ----- | ----- |
| 高速公路               | 337   | 337   | 336   | 336   | 336   | 336   | 336   | 336   | 336   | 336   | 336   | 336   | 336   | 336   | 335   | 336   |
| Routes nationales      | 480   | 480   | 482   | 110   | 108   | 106   | 107   | 107   | 106   | 106   | 106   | 106   | 106   | 105   | 105   | 105   |
| Routes départementales | 5726  | 5726  | 5736  | 5740  | 6191  | 6191  | 6191  | 6191  | 6157  | 6153  | 6180  | 6261  | 6262  | 6255  | 6253  | 6248  |
| Voies communales       | 7739  | 7755  | 7768  | 7811  | 7829  | 8183  | 8183  | 8527  | 8781  | 8781  | 8899  | 8931  | 8931  | 8956  | 9074  | 9121  |
| TOTAL                  | 14282 | 14298 | 14322 | 13997 | 14464 | 14816 | 14817 | 15161 | 15380 | 15376 | 15521 | 15634 | 15635 | 15652 | 15767 | 15810 |

## 路网

### 高速公路
- 法国A1号高速公路（加来海峡省境内全长约55公里，设有7个出入口和2个互通式立交桥）
- 法国A2号高速公路（加来海峡省境内全长约19公里，设有1个互通式立交桥）
- 法国A16号高速公路（加来海峡省境内全长约99公里，设有8个出入口和3个互通式立交桥）
- 法国A21号高速公路（加来海峡省境内全长约26公里，设有10个出入口和5个互通式立交桥）
- 法国A26号高速公路（加来海峡省境内全长约131公里，设有18个出入口和1个互通式立交桥）
- 法国A211号高速公路（加来海峡省境内全长约3公里，设有1个出入口和2个互通式立交桥）
- 法国A216号高速公路（加来海峡省境内全长约3公里，设有2个互通式立交桥）

### 国道
- 法国国道N1线（法语：Route nationale 1 (France)），加来海峡省境内全长约4公里
- 法国国道N17线（法语：Route nationale 17 (France)），加来海峡省境内全长约12公里
- 法国国道N25线（法语：Route nationale 25 (France)），加来海峡省境内全长约35公里
- 法国国道N42线（法语：Route nationale 42 (France)），加来海峡省境内全长约40公里
- 法国国道N47线（法语：Route nationale 47 (France)），加来海峡省境内全长约9公里
- 法国国道N216线（法语：Route nationale 216 (France)），加来海峡省境内全长约4公里
- 法国国道N425线，加来海峡省境内全长约1公里

### 省道
| 加来海峡省省道列表 |               |              | |                          |
| 编号               | 长度 （km）   | 起点 连接线  | 主要途径市镇（斜体字表示该道路距离该市镇政府所在地最近距离超过1公里） | 终点 连接线              |
| D901               | 46.4          | 索姆省 D1001 | 楠蓬-圣菲尔曼 ↔ 莱皮讷 ↔ 瓦伊-博康 ↔ 小康皮尼厄勒 ↔ 博默里-圣马丁 ↔ 蒙特勒伊 ↔ 蒙特勒伊附近讷维尔 ↔ 阿坦/埃斯特雷勒 ↔ 库尔斯河畔勒克 ↔ 隆维利耶/贝尔尼厄勒 ↔ 于贝尔桑 ↔ 朗克尔 ↔ 唐格里 ↔ 萨梅尔 ↔ 卡尔利 ↔ 埃丹拉贝 ↔ 伊斯克 ↔ 圣莱奥纳尔 | 圣莱奥纳尔 N1            |
| D917               | 34.7 （南段） | 索姆省 D1017 | 勒特朗斯卢瓦 ↔ 博朗库尔 ↔ 巴波姆附近里安库尔 ↔ 巴波姆 ↔ 巴波姆附近比弗维莱尔/法夫勒伊 ↔ 萨皮涅 ↔ 贝阿涅 ↔ 埃尔维莱尔 ↔ 贝阿涅 ↔ 阿姆兰库尔 ↔ 博耶勒 ↔ 布瓦里-贝克雷勒 ↔ 梅尔卡泰勒 ↔ 博兰 ↔ 阿希库尔 ↔ 阿拉斯 ↔ 圣洛朗-布朗尼 ↔ 圣尼古拉 | 圣尼古拉 N17             |
| D917               | 15.1 （北段） | 朗斯 N17     | 朗斯 ↔ 卢瓦松附近朗斯 ↔ 阿尔讷 ↔ 阿奈 ↔ 卡尔万 | 卡尔万 A1                |
| D939               | 135           | 北部省 D939  | 布尔隆 ↔ 马尔基永 ↔ 巴拉勒 ↔ 索德蒙/卡尼库尔附近维莱尔/迪里 ↔ 欧库尔 ↔ 阿图瓦地区维 ↔ 蒙希勒普勒/盖马普 ↔ 旺库尔/弗希 ↔ 莫夫赖讷附近蒂卢瓦 ↔ 阿拉斯 ↔ 迪桑 ↔ 埃特朗 ↔ 上阿韦讷 ↔ 卡佩勒费尔蒙 ↔ 阿尼埃尔 ↔ 阿图瓦地区欧比尼 ↔ 萨维-贝尔莱特 ↔ 贝尔勒-蒙谢勒 ↔ 坦克 ↔ 阿韦尔杜安/科尔纳耶附近巴耶勒 ↔ 利尼-圣弗洛谢勒 ↔ 罗埃勒库尔 ↔ 泰尔努瓦斯河畔圣米歇尔 ↔ 泰尔努瓦斯河畔圣波勒 ↔ 拉姆库尔 ↔ 泰尔努瓦地区克鲁瓦 ↔ 皮埃尔蒙 ↔ 于米耶尔 ↔ 埃克利莫 ↔ 讷莱特 ↔ 安库尔 ↔ 弗勒努瓦 ↔ 罗朗库尔 ↔ 旧埃丹 ↔ 勒帕尔克 ↔ 马尔科讷 ↔ 圣欧斯特勒贝尔特 ↔ 马尔科内勒 ↔ 埃丹附近卡佩勒/布安-普吕穆瓦松/穆里耶兹 ↔ 古伊-圣安德烈 ↔ 埃丹附近康帕涅/比尔勒塞克 ↔ 布瓦让 ↔ 埃屈尔 ↔ 小康皮尼厄勒 ↔ 阿坦 ↔ 博坦 ↔ 布雷克桑-埃诺克 ↔ 蒂贝尔桑 ↔ 埃塔普勒 ↔ 屈克 ↔ 勒图凯-巴黎普拉日 | 勒图凯-巴黎普拉日 圣让街 |
| 1. 2. 3.           |               |              | |                          |